# Гайзінген
Гайзінген (нім. Geisingen) — місто в Німеччині, розташоване в землі Баден-Вюртемберг. Підпорядковане адміністративному округу Фрайбург. Входить до складу району Тутлінген.
Площа — 73,74 км2. Населення становить 6 441 осіб (станом на 31.12.2022).
Гайзінген розташований на Дунаї, за 13 км на південний захід від міста Тутлінген і за 23 км на південний схід від міста Філлінген-Швеннінген.

## Історія
Гайзінген згадується (пишеться по-різному як «Chisincs» і «Gisinga») в актах, датованих 724 і 829 роками, записаних у монастирі Санкт-Галлена, Швейцарія, і як таке засвідчено як одне з найстаріших міст у регіоні.

## Географія
Місто розташоване на лівому березі Дунаю на східному краю плато, відомого як Баар. Там, де долина Дунаю виходить з міста на схід, висота становить 2162 фути. З вершини Вартенберга, конічного пагорба (висота: 2756 футів), який виходить на місто із заходу, можна в ясний день побачити швейцарські Альпи.

## Постаті
- Густав Гір